# 아주도서관
아주도서관은 경상남도 거제시에 있는 공립 도서관이다.

## 연혁
- 2021년 11월 개관.